# 白吻鋸魴鮄
白吻鋸魴鮄，為輻鰭魚綱鮋形目牛尾魚亞目角魚科的其中一種，分布東太平洋區，從加利福尼亞灣至秘魯、加拉巴哥群島海域，棲息深度1-30公尺，體長可達20.5公分，為底棲性魚類，生活在沙底質海域，屬肉食性。